# 筑前参宮鉄道

路線図（1937年10月1日）

筑前参宮鉄道（ちくぜんさんぐうてつどう）は、大正時代から昭和戦前期にかけて福岡県内において私鉄を建設・運営した鉄道事業者で、西日本鉄道（西鉄）の前身の鉄道会社の一つである。同社が建設・運営した路線は宇美線となったのち国に買収され、勝田線となった（1985年廃止）。

## 沿革
1915年（大正4年）、国鉄吉塚駅を起点とし、南東の志免村、宇美村を経由して太宰府市に至る路線として計画された。この沿線は糟屋炭田の一角を占めており石炭産業が盛んであり、また吉塚駅の近くには筥崎宮が、宇美村には宇美八幡宮があり、全通が出来た暁には太宰府天満宮にも行けるため、石炭輸送を中心に、参拝客輸送をも計画していた。大宰府に延伸を考えたのは当初からでは無く、鉄道の名称を決めた時で、宇美村の筑前勝田迄は開通をさせたが、延長は出来なかった。
当初は「宇美軌道」の名で軌道条例の適用を受ける軌道として出願されたが、軌道では石炭輸送に不利として軽便鉄道法の適用を受ける軽便鉄道に変更され、1915年4月9日に吉塚 - 宇美(筑前勝田)間および志免 - 席田（現在の福岡市博多区席田地区）間の免許が下付された。
翌1916年（大正5年）6月18日に福岡市東中洲の博栄館において創立総会を行い、筑前参宮鉄道の名で会社が設立された。
会社設立後、土地買収を経て1918年（大正7年）1月から建設工事が開始された。第一次世界大戦の影響による物価高騰により建設費がかさんだが、終点の宇美村勝田地区にあった炭鉱の運炭の必要性が差し迫っていたため、まずすでに開業していた博多湾鉄道汽船に接続させる形で宇美 - 筑前勝田間を突貫工事で建設し、1918年9月19日に開業させた。非電化で動力は蒸気動力を用い、軌間は1067mmであった。その後、資本金を75万円に増資し、1919年（大正8年）5月20日に残る吉塚 - 宇美間を開業、全通させた。宇美村に大手の三菱鉱業勝田鉱業所として経営された炭鉱は筑前参宮鉄道の下宇美駅接続の専用線を使って博多湾鉄道の宇美川橋梁の上り側に沿い東側へ出て分岐し､一方は筑前参宮鉄道鉄道に距離を経て並行南下し、点在していた積み出し場から石炭を運び出していた。川に沿った道から数少なくなった三菱勝田鉱業所のホッパーの遺産が遺っている。同社は同じく糟屋炭田内に鉄道路線を持つ博多湾鉄道汽船の直接の支配下にあるわけではなかったが、博多湾鉄道汽船を経営していた太田清蔵は第一徴兵保険（のちの東邦生命保険）をも経営しており、第一徴兵保険は筑前参宮鉄道の大株主および大口債権者となっていた。そのため1941年（昭和16年）に改正陸運統制令が公布された際、鉄道省は博多湾鉄道汽船に対して筑前参宮鉄道を合併するよう要請した。しかし、太田は博多湾鉄道汽船と筑前参宮鉄道の2社のみを合併するのではなく、同じく福岡県内にあった九州電気軌道・九州鉄道・福博電車と博多湾鉄道汽船・筑前参宮鉄道の合併を提唱した。これにより5社が合併し、西日本鉄道が成立した。
西鉄成立により筑前参宮鉄道の路線は宇美線となったが、1944年（昭和19年）5月1日に国に戦時買収され、勝田線となった。勝田線は1985年（昭和60年）4月1日に廃止されている。

### バス事業
1927年（昭和2年）8月9日には子会社として筑前参宮自動車を設立し、バス事業を開始している。バスの営業区域は福岡市内、筑紫郡、糟屋郡などであった。西鉄成立時点では保有路線の総営業キロ108.3km、保有車両数27台であった。

### 年表
- 1915年（大正4年）4月9日 宇美参宮軽便鉄道の名で吉塚 - 宇美間12.6kmおよび志免 - 席田間1.6kmの免許が下付される[3]。
- 1916年（大正5年）6月18日 筑前参宮鉄道設立。資本金は30万円。社長は小林作五郎[4]本社を福岡市行町に置く[5][6]。
- 1918年（大正7年）9月19日 宇美 - 筑前勝田間が開業。当初は貨物輸送のみ[7]。
- 1919年（大正8年）5月20日 吉塚 - 宇美間が開業し全通。旅客輸送を開始[8]。
- 1932年（昭和7年）3月15日 重油併用認可[5]
- 1942年（昭和17年）
  - 9月19日 5社合併（九州電気軌道による他4社の吸収合併）により九州電気軌道宇美線となる。
  - 9月21日 九州電気軌道から西日本鉄道への改称に伴い、西日本鉄道宇美線となる。
- 1944年（昭和19年）5月1日 - 西鉄宇美線が戦時買収され、鉄道省勝田線となる。
- 1985年（昭和60年）4月1日 - 日本国有鉄道勝田線廃止。

## 保有路線
- 吉塚 - 筑前勝田 13.4km

## 輸送・収支実績
| 年度 | 乗客（人） | 貨物量（トン） | 営業収入（円） | 営業費（円） | 益金（円） | その他益金（円） | その他損金（円）          | 支払利子（円） |
| ---- | ---------- | -------------- | -------------- | ------------ | ---------- | ---------------- | ------------------------- | -------------- |
| 1918 | 0          | 8,960          | 1,142          | 0            | 1,142      |                  |                           |                |
| 1919 | 424,385    | 97,010         | 89,049         | 48,335       | 40,714     |                  |                           | 18,229         |
| 1920 | 798,293    | 119,455        | 232,551        | 139,155      | 93,396     |                  |                           | 47,488         |
| 1921 | 690,106    | 210,101        | 265,283        | 127,811      | 137,472    |                  |                           |                |
| 1922 | 661,982    | 234,534        | 287,323        | 156,536      | 130,787    |                  |                           |                |
| 1923 | 723,981    | 242,834        | 235,068        | 143,798      | 91,270     |                  |                           | 34,000         |
| 1924 | 697,604    | 248,054        | 235,284        | 129,397      | 105,887    |                  |                           | 36,999         |
| 1925 | 648,981    | 220,664        | 224,173        | 120,269      | 103,904    |                  |                           | 40,474         |
| 1926 | 519,249    | 175,657        | 190,822        | 129,933      | 60,889     |                  |                           | 41,779         |
| 1927 | 557,658    | 205,725        | 208,021        | 159,578      | 48,443     | 自動車1,690      |                           | 41,286         |
| 1928 | 612,471    | 215,476        | 210,146        | 119,782      | 90,364     | 自動車7,821      | 雑損30,000                | 41,111         |
| 1929 | 608,659    | 280,430        | 229,724        | 121,765      | 107,959    | 自動車5,301      |                           | 29,556         |
| 1930 | 575,811    | 312,225        | 232,739        | 125,186      | 107,553    | 自動車3,022      | 雑損償却金68,484          | 24,483         |
| 1931 | 433,192    | 383,688        | 232,065        | 144,113      | 87,952     | 自動車1,813      | 償却金4,500               | 22,546         |
| 1932 | 328,695    | 417,707        | 235,382        | 120,885      | 114,497    | 自動車750        | 償却金28,307              | 26,615         |
| 1933 | 619,424    | 392,389        | 252,611        | 127,677      | 124,934    |                  | 自動車6,702 償却金33,000  | 24,889         |
| 1934 | 798,362    | 413,387        | 284,903        | 148,768      | 136,135    | 自動車443        | 償却金52,000              | 20,645         |
| 1935 | 855,571    | 476,119        | 318,492        | 177,113      | 141,379    |                  | 自動車1,325 償却金54,000  | 14,841         |
| 1936 | 1,006,254  | 501,719        | 349,041        | 190,347      | 158,694    | 115              | 償却金58,000              | 15,445         |
| 1937 | 1,089,068  | 427,662        | 329,300        | 187,658      | 141,642    |                  | 自動車14,342 償却金41,900 | 11,609         |
| 1939 | 1,534,548  | 432,960        |                |              |            |                  |                           |                |
| 1941 | 2,093,502  | 529,470        |                |              |            |                  |                           |                |

- 鉄道院鉄道統計資料、鉄道省鉄道統計資料、鉄道統計資料、鉄道統計各年度版

## 車両
1931年（昭和6年）当時には蒸気機関車6両、客車10両、有蓋貨車3両、無蓋貨車65両が記録されている。西鉄成立時点では蒸気機関車6両、気動車3両、客車11両（二軸車6両、ボギー車5両）、有蓋貨車（ワフ）3両、無蓋貨車120両（横開車36両、石炭車84両）を保有していた。国有化時には、蒸気機関車6両、客車10両（ハフ2両、ホハフ5両、ミヤ3両）、貨車121両（ワフ3両、ト34両、セ26両、セム55両、セフ3両）となっていた。

### 蒸気機関車
- 1 - 3 - 1916年(1, 2)・1920年(3)。米ダベンポート製の車軸配置0-6-4(C2)形22t級リアタンク機関車。西鉄成立前に廃車 [9]。信濃鉄道2形(4, 5)は同形。
- 1410形 3（2代） - 旧江若鉄道 3。1935年譲受。1922年独クラウス製の車軸配置0-6-0(C)形27t級タンク機関車。後年、従輪1軸を追加し、車軸配置は0-6-2となる。国有化後は2090形(2090)。
- 1400形 4 - 旧鉄道省1400形 (1408)。1896年、独クラウス製の車軸配置0-6-0(C)形ウェルタンク機関車。国有化後は原番復帰。
- 1440形 5, 6 - 旧鉄道省1440形 (1440, 1447)。1890年/1898年、独クラウス製の車軸配置0-6-0(C)形ウェルタンク機関車。国有化後は原番復帰。
- 870形 7 - 旧鉄道省870形 (871)。1897年、英ナスミス・ウィルソン製の車軸配置2-4-2(1B1)形タンク機関車。国有化後は原番復帰。
- 1070形 8 - 旧鉄道省1070形 (1083)。1901年、英ダブス製の車軸配置4-4-2(2B1)形タンク機関車。国有化後は原番復帰。

### 蒸気動車
- ジハ1 - 1919年枝光鉄工所製の蒸気動車。定員36人。1922年度まで使用記録があり、1928年に客車に改造されホハフ4（定員70人）となった。国有化後はホハフ2721。

### 気動車
- ミヤ101 - 103 - 1932年・1934年新潟鉄工所製のボギー式ディーゼル動車。西鉄成立時にはエンジンを下して客車代用となっていた。詳細は買収気動車#西日本鉄道宇美線を参照。

### 客車
- ハ1 - 開業時に新製した楠木製作所製の木製2軸車。当初はキ1（客車のキ）定員40人。国有化後はハフ1502
- ハフ2 - 1921年鉄道院より払下げを受けた木製2軸車。定員40人。原車は明治22年新橋工場製のロ534[10]。国有化後はハフ1501
- ハフ3 - 6 - 1921年ハフ2とともに鉄道院より払下げを受けた木製2軸車。定員40人。原車は明治22年神戸工場製のロ524 - 527[11]。国有化の際に運輸省に貸渡しされた。1949年頃返却され宮地岳線に所属することになったがハフ3.4.6は国鉄ヨ1形貨車に振替られていたという
- ホハフ1 - 3 - 1920年鉄道省より払下げを受けた蒸気動車（ジハニ6051、ジハ6001.6002）を客車に改造したもの。国有化後はホハフ2718 - 2720
- ホハフ4 - 蒸気動車ジハ1を1928年客車に改造したもの。定員70人。国有化後はホハフ2721
- ホハフ5 - 1935年鉄道省より払下げを受けた木製ボギー客車ホハフ2710。1899年、日本車輌製造製。もと九州鉄道の客車[12]で定員80人。国有化後はホハフ2722。1950年、島原鉄道に譲渡された。

### 貨車
- ワブ1 - 5
- ト1 - 37
- セム1 - 55
- セ101 - 126、セフ301 - 303

### 車両数の推移
| 年度 | 蒸気機関車 | 動車 | 動車       | 客車 | 貨車 | 貨車 |
| 年度 | 蒸気機関車 | 蒸気 | ディーゼル | 客車 | 有蓋 | 無蓋 |
| ---- | ---------- | ---- | ---------- | ---- | ---- | ---- |
| 1919 | 2          |      |            | 1    | 2    | 23   |
| 1920 | 2          | 1    |            | 3    | 2    | 23   |
| 1921 | 2          | 1    |            | 9    | 2    | 23   |
| 1922 | 3          | 1    |            | 9    | 5    | 23   |
| 1923 | 2          |      |            | 9    | 5    | 23   |
| 1924 | 4          |      |            | 10   | 5    | 23   |
| 1925 | 3          |      |            | 9    | 5    | 23   |
| 1926 | 3          |      |            | 10   | 5    | 23   |
| 1927 | 6          | 1    |            | 9    | 5    | 23   |
| 1928 | 6          |      |            | 10   | 5    | 23   |
| 1929 | 6          |      |            | 10   | 5    | 33   |
| 1930 | 6          |      |            | 10   | 3    | 35   |
| 1931 | 6          |      |            | 10   | 3    | 65   |
| 1932 | 5          |      |            | 10   | 3    | 64   |
| 1933 | 5          |      | 2          | 10   | 3    | 64   |
| 1934 | 4          |      | 2          | 10   | 3    | 64   |
| 1935 | 4          |      | 3          | 11   | 3    | 74   |
| 1936 | 3          |      | 3          | 11   | 3    | 98   |
| 1937 | 3          |      | 3          | 11   | 3    | 98   |